# 十王駅

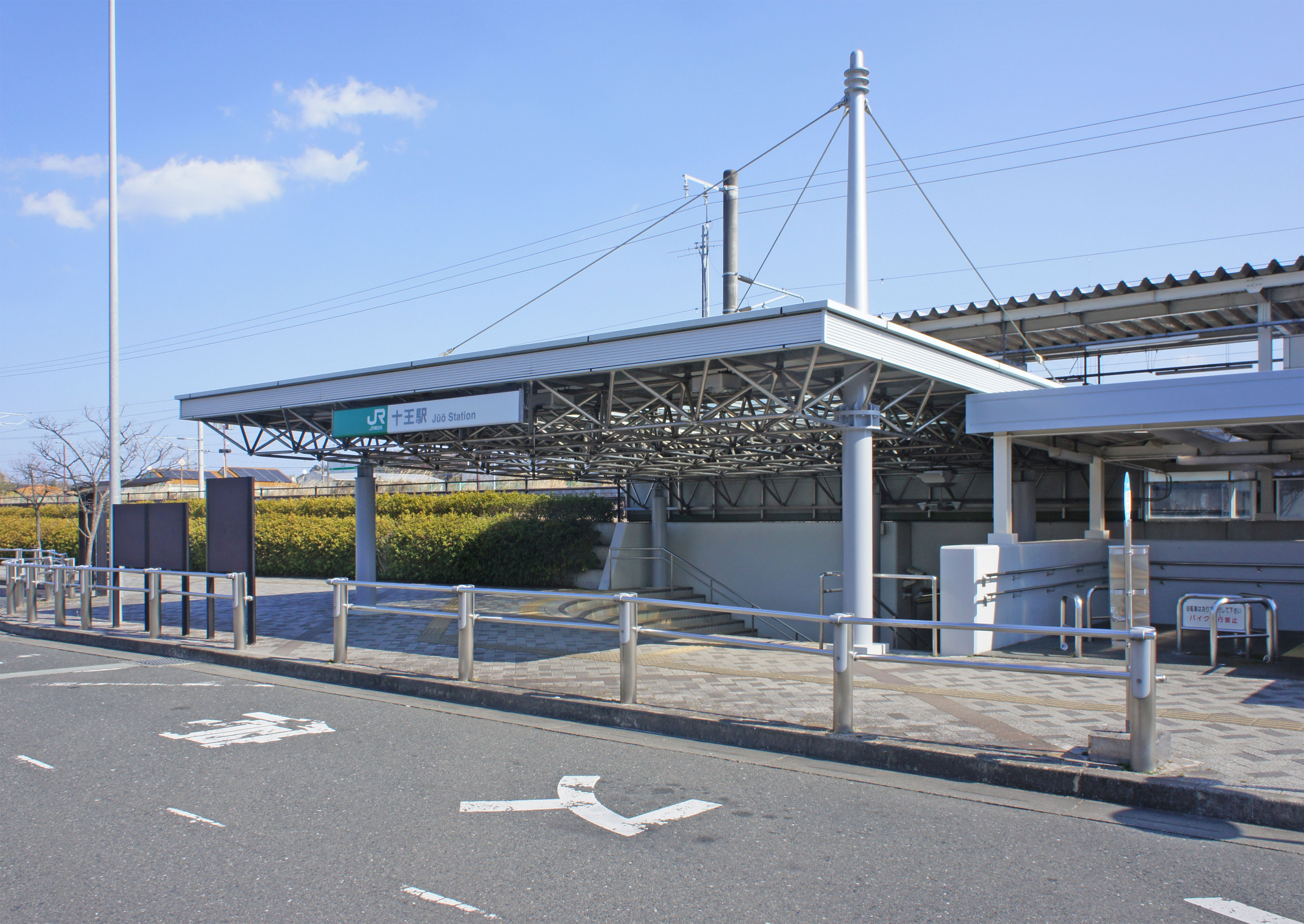
西口（2022年2月）

十王駅（じゅうおうえき）は、茨城県日立市十王町友部にある、東日本旅客鉄道（JR東日本）常磐線の駅である。
当駅は日立市の北部に位置し、旧・十王町の中心駅であり、国民宿舎鵜の岬、川尻海水浴場の最寄駅である。2004年（平成16年）3月13日より、川尻駅から当時合併前の町名である十王駅に改称された。

## 歴史
- 1897年（明治30年）2月25日：日本鉄道の川尻駅（かわじりえき）として開業[2]。
- 1906年（明治39年）11月1日：日本鉄道が国有化され、官設鉄道の所属となる[2]。
- 1909年（明治42年）10月12日：線路名称制定により常磐線の所属となる。
- 1949年（昭和24年）6月1日：日本国有鉄道が発足。
- 1976年（昭和51年）4月15日：貨物の取り扱いを廃止[2]。
- 1984年（昭和59年）2月1日：荷物扱い廃止[2]。
- 1987年（昭和62年）4月1日：国鉄分割民営化により、JR東日本の駅となる[2]。
- 1992年（平成4年）12月20日：みどりの窓口営業開始[7]。
- 2001年（平成13年）9月：下りホームの発車メロディを変更。
- 2004年（平成16年）
  - 3月13日：十王駅に改称[4][8]。
  - 10月16日：定期の特急列車が停車開始[8]。
  - 12月18日：駅舎改築[9]。自由通路が設置され島式ホームになる[9]。
- 2005年（平成17年）
  - 8月：駅の改良工事終了。
  - 11月1日：発車メロディを変更。
- 2006年（平成18年）3月17日：「みどりの窓口」を廃止し、「もしもし券売機Kaeruくん」[10]設置。
- 2008年（平成20年）3月15日：東京近郊区間拡大に伴い、ICカード「Suica」の利用が可能となる[11]。
- 2012年（平成24年）
  - 2月7日：「もしもし券売機Kaeruくん」営業終了[要出典]。
  - 2月8日：指定席券売機の運用を開始[12]。

## 駅構造
島式ホーム1面2線を持つ地上駅である。2004年（平成16年）に現在のように改良される前は2面3線（中線は不使用）だった。駅舎とホームは地下通路で連絡している。バリアフリーの観点からホームにはエスカレーター・エレベーターが設置されている。
日立駅が管理し、JR東日本ステーションサービスが駅業務を受託する業務委託駅で、指定席券売機、自動改札機設置駅。

### のりば
| 番線 | 路線             | 方向 | 行先                             |
| ---- | ---------------- | ---- | -------------------------------- |
| 1    | ■ 常磐線         | 上り | 水戸・土浦・上野・東京・品川方面 |
| 1    | ■ 上野東京ライン | 上り | 水戸・土浦・上野・東京・品川方面 |
| 2    | ■ 常磐線         | 下り | いわき・原ノ町・仙台方面         |

（出典：JR東日本:駅構内図）

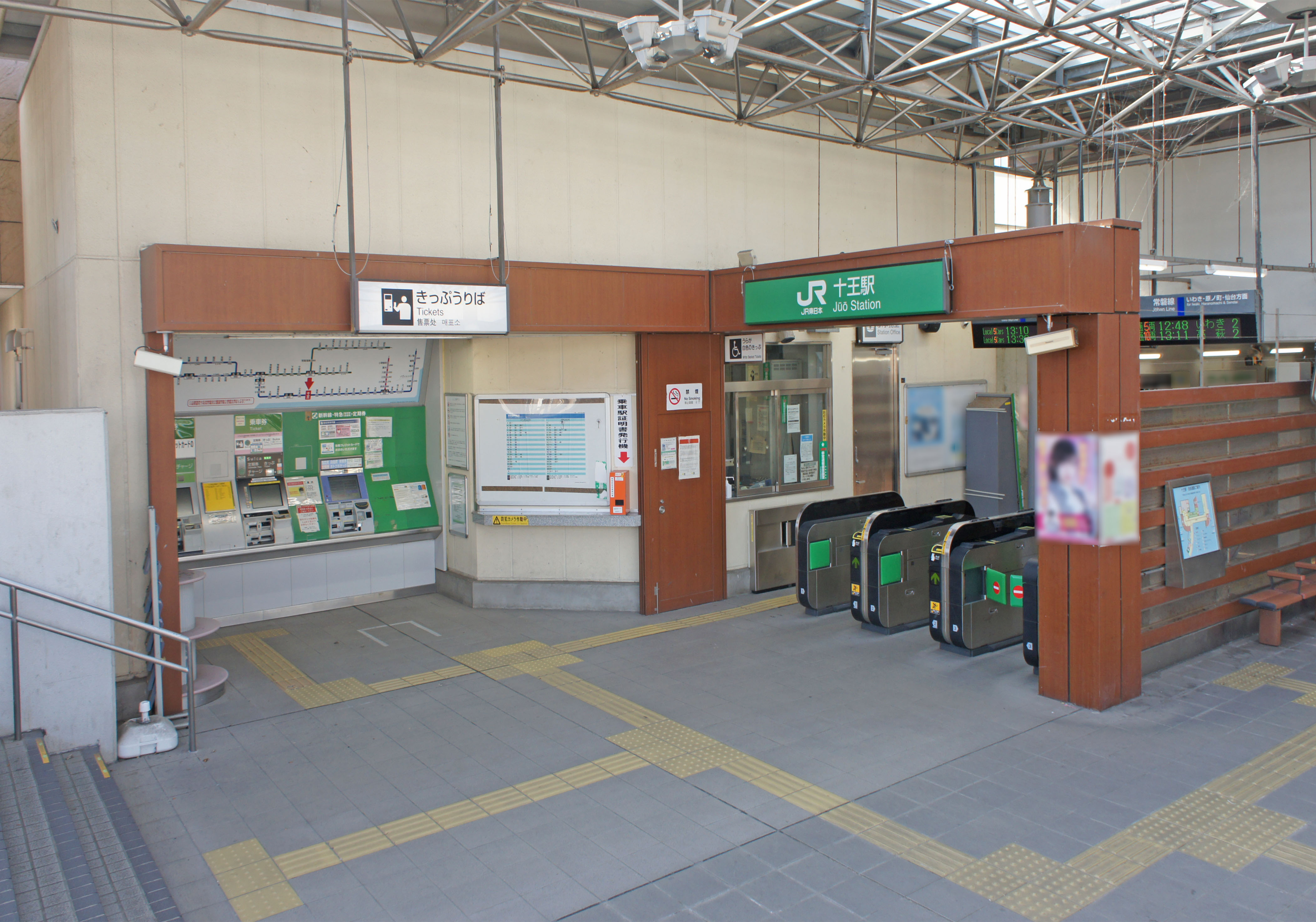
改札口（2022年2月）
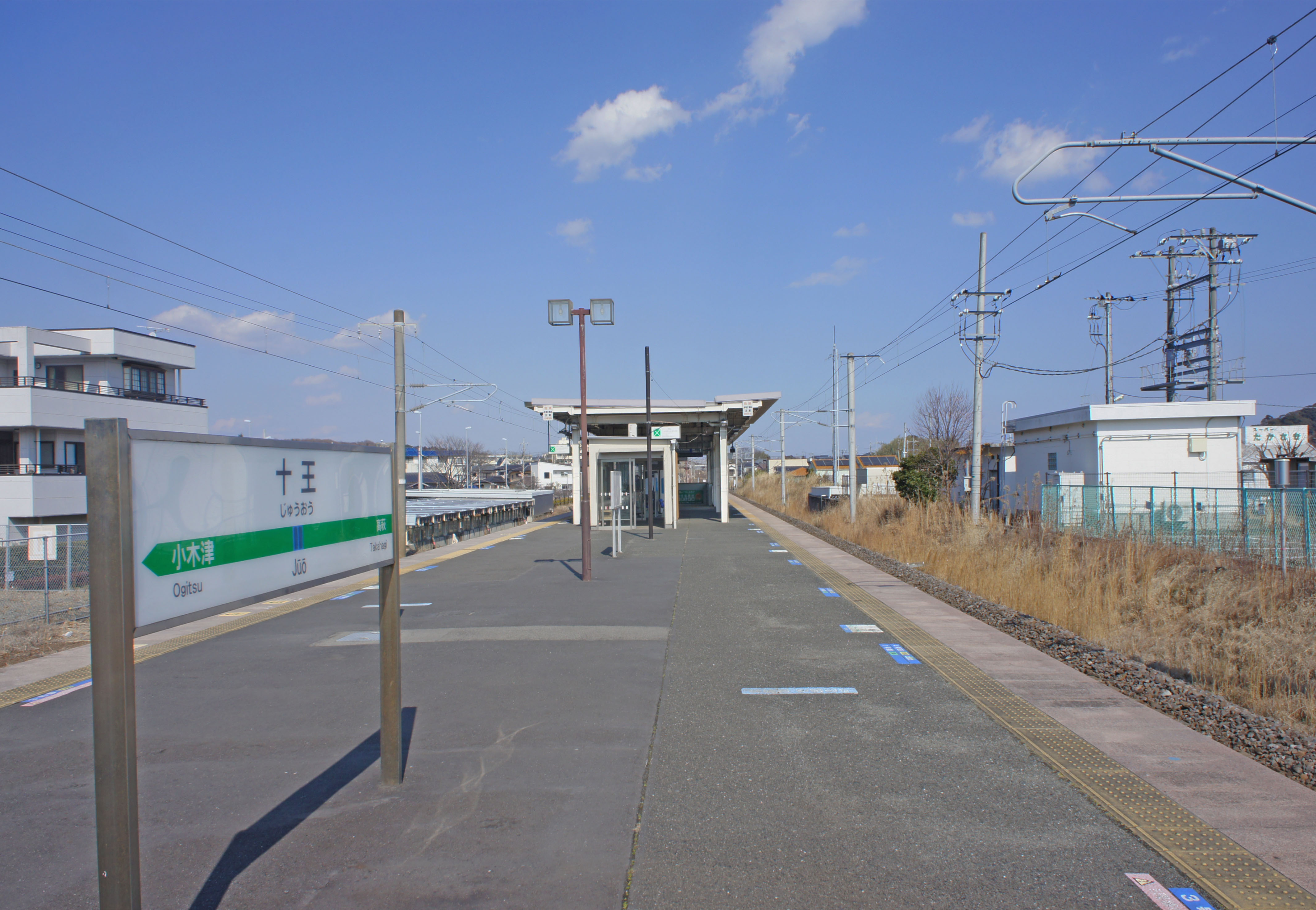
ホーム（2022年2月）

### 発車メロディ
2005年（平成17年）11月から発車メロディに地元出身の作曲家・吉田正の楽曲を使用している。
- 上り：いつでも夢を（吉永小百合・橋幸夫）
- 下り：若い港（三田明）

## 利用状況
JR東日本によると、2023年度（令和5年度）の1日平均乗車人員は2,591人である。
2000年度（平成12年度）以降の推移は以下のとおりである。
| 乗車人員推移                      | 乗車人員推移     | 乗車人員推移    |
| 年度                              | 1日平均 乗車人員 | 出典            |
| --------------------------------- | ---------------- | --------------- |
| 2000年（平成12年）                | 3,633（*1）      | [ 利用客数 2 ]  |
| 2001年（平成13年）                | 3,555（*1）      | [ 利用客数 3 ]  |
| 2002年（平成14年）                | 3,477（*1）      | [ 利用客数 4 ]  |
| 2003年（平成15年）                | 3,386            | [ 利用客数 5 ]  |
| 2004年（平成16年）                | 3,262            | [ 利用客数 6 ]  |
| 2005年（平成17年）                | 3,250            | [ 利用客数 7 ]  |
| 2006年（平成18年）                | 3,297            | [ 利用客数 8 ]  |
| 2007年（平成19年）                | 3,285            | [ 利用客数 9 ]  |
| 2008年（平成20年）                | 3,278            | [ 利用客数 10 ] |
| 2009年（平成21年）                | 3,185            | [ 利用客数 11 ] |
| 2010年（平成22年）                | 3,062            | [ 利用客数 12 ] |
| 2011年（平成23年）                | 3,121            | [ 利用客数 13 ] |
| 2012年（平成24年）                | 3,173            | [ 利用客数 14 ] |
| 2013年（平成25年）                | 3,151            | [ 利用客数 15 ] |
| 2014年（平成26年）                | 3,079            | [ 利用客数 16 ] |
| 2015年（平成27年）                | 3,151            | [ 利用客数 17 ] |
| 2016年（平成28年）                | 3,128            | [ 利用客数 18 ] |
| 2017年（平成29年）                | 3,060            | [ 利用客数 19 ] |
| 2018年（平成30年）                | 2,983            | [ 利用客数 20 ] |
| 2019年（令和元年）                | 2,957            | [ 利用客数 21 ] |
| 2020年（令和02年）                | 2,633            | [ 利用客数 22 ] |
| 2021年（令和03年）                | 2,479            | [ 利用客数 23 ] |
| 2022年（令和04年）                | 2,537            | [ 利用客数 24 ] |
| 2023年（令和05年）                | 2,591            | [ 利用客数 1 ]  |
| *1…算出時、駅名は「川尻」だった。 |                  |                 |

## 駅周辺
- さとう接骨院（旧来夢Com書店）
- 十王郵便局
- 日立市立十王図書館
- 日立市役所 十王支所
- 椎名観光バス 本社営業所
- 国民宿舎 鵜の岬（バス連絡）
- 鵜来来の湯十王
- 伊師浜海水浴場
- スーパーたかさき
- カスミ 日立豊浦店
- 竪破山
- 茨城県立日立北高等学校
- 日立市立豊浦小学校
- 日立市立櫛形小学校
- 日立市立豊浦中学校
- 日立市立十王中学校
- 特別養護老人ホーム サン豊浦
- 十王パノラマ公園
- 十王ダム
- 法鷲院（妙徳山西福寺）
- 艫神社
- 川尻漁港
- 日立金属豊浦工場・高砂工場
- ゆうゆうJホール
- 十王3城跡（櫛形城・山尾城・友部城）

### パークアンドライド
駅の南側に有料駐車場が併設されている。月極駐車場としても使用されており、当駅で上野駅または仙台駅より先まで特急で往復する乗車券類を購入すると、この駐車場が2日間無料で利用できる。

## バス路線
十王駅発着の路線バスは茨城交通と椎名観光バスが運行。

### 2番のりば
- いぶき台循環、石滝団地行、ゆうゆう十王行（椎名観光バス）
- 日立駅行、高砂工場行（茨城交通）

### 3番のりば
- 鵜の岬温泉行、ゴルフ場入口行、黒坂行（椎名観光バス）
- 日立駅行（茨城交通）

### 西口のりば
- 城の丘団地行、ゴルフ場入口行（椎名観光バス）

## 隣の駅
東日本旅客鉄道（JR東日本）
■常磐線
小木津駅 - 十王駅 - 高萩駅

### 記事本文